# Park Henryka Jordana
Park Henryka Jordana, polsky Park im. Henryka Jordana w Krakowie nebo zkráceně Park Jordana, je městský park (tzv. polský Jordánský park) v městská části V Krowodrza v Krakově v Malopolském vojvodství v Polsku.

## Historie
Park Henryka Jordana, je typicky polský typ dětského/mládežnického parku, který vznikl roce 1889 z iniciativy filantropa prof. Dr. Henryka Jordana (1842-1907) a to na místě bývalé zemědělské a průmyslové výstavy, která se na místě konala o dva roky dříve. Výstavbou parku byl v polovině roku 1888 pověřen vedoucí městských zahrad Boleslav Malecki. Po regulaci řeky Rudawy, vysazení stromů, keřů a postavení dřevěných pavilonů, byl otevřen městský park s hřišti, tělocvičnami, sportovišti a dětským bludištěm. Později se v parku nacházely také tenisové kurty, bazén a skluzavka. Sportovní cvičení se zde konala pouze v létě, zatímco v zimě se cvičilo v teplejším sále františkánského kláštera. Plánování aktivit v parku, výběr průvodců a skupin a přednášky o polské historii měl na starosti Henryk Jordan. Jako výraz vděčnosti, pojmenovala městská rada park po Henryku Jordanovi. Podobné typicky polské parky po vzoru krakovského vznikaly i v dalších městech a říkalo se jim Jordánské zahrady/parky. V současné době má park rozlohu cca 0,215 km2 a nabízí také volejbalové, fotbalové a basketbalové hřiště, skatepark, dětská hřiště, malý rybník, kopec s možností zimního sáňkování, koncertní mušli, vodní hřiště, stravovací zařízení a dopravní hřiště pro děti a mládež. Na území parku působí sdružení Park Dr. Henryka Jordana (Towarzystwo Parku im. dr Henryka Jordana).

### Sochy v parku
Do roku 1914 bylo v parku umístěno 46 bust slavných polských básníků, učenců, spisovatelů a samotného tvůrce parku. Busty byly vytesány z tyrolského mramoru a umístěny na vysokých čtyřbokých podstavcích. Busty se začaly do parku instalovat na přelomu 80. a 90. let 19. století, avšak některé byly zhotoveny již dříve. V roce 1914 byla v parku umístěna také velká busta Henryka Jordana u hlavní aleje v květinovém záhonu, na centrálním místě kruhového náměstí. Během první světové války byla u příležitosti 86. narozenin císaře Františka Josefa v parku Jordán umístěna busta císaře Františka Josefa, která se nedochovala. Během druhé světové války byl park silně zdevastován a busty významných Poláků zachránil Kazimierz Łuczywo, který je ukryl ve svém ateliéru. Podle údajů z roku 2022, se v parku nachází 54 bust, 1 centrální památník Henryka Jordana a 1 vojenský památník Medvěd Wojtek.

## Další informace
Park je celoročně volně přístupný v otvírací době.

## Galerie

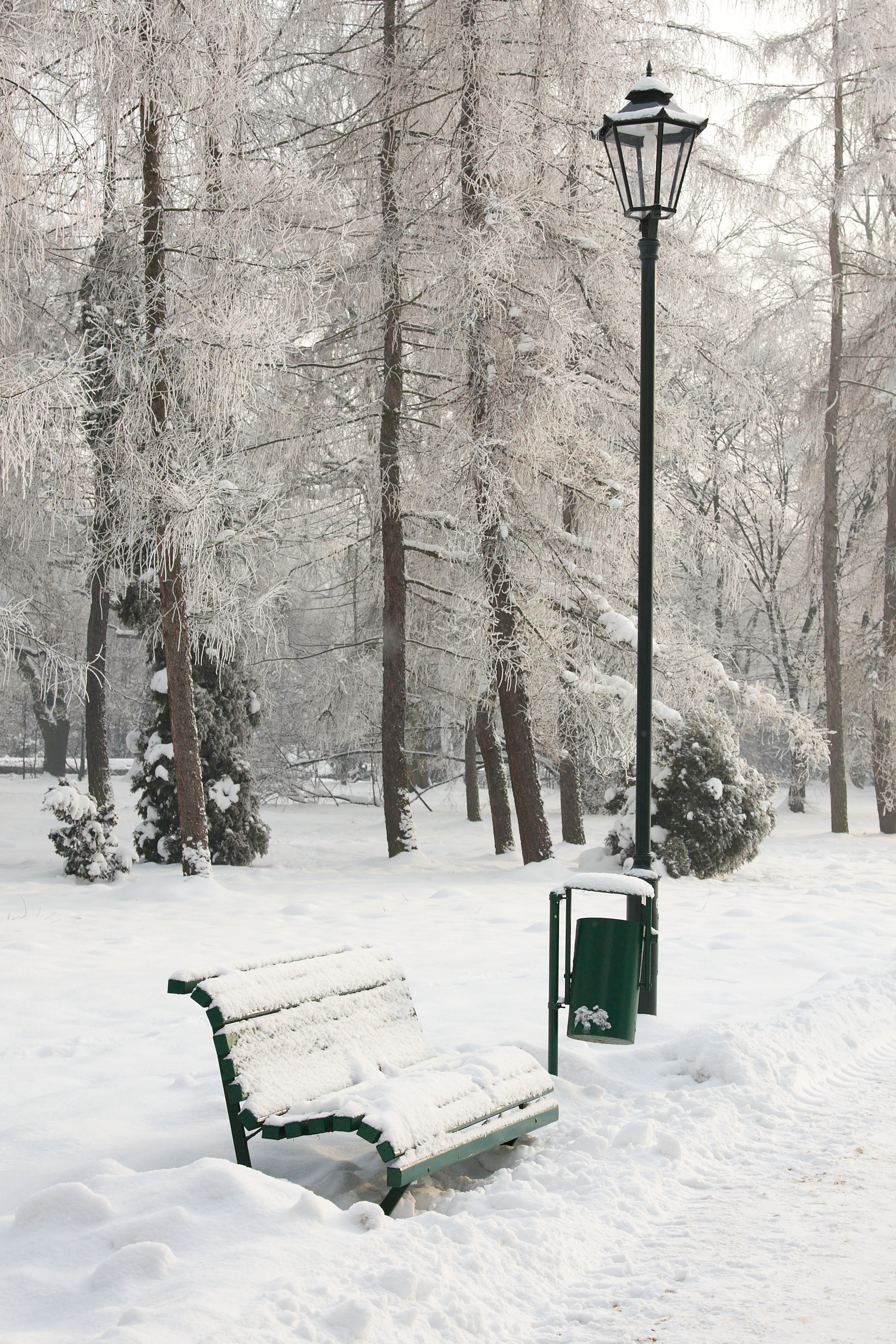
Zima v parku
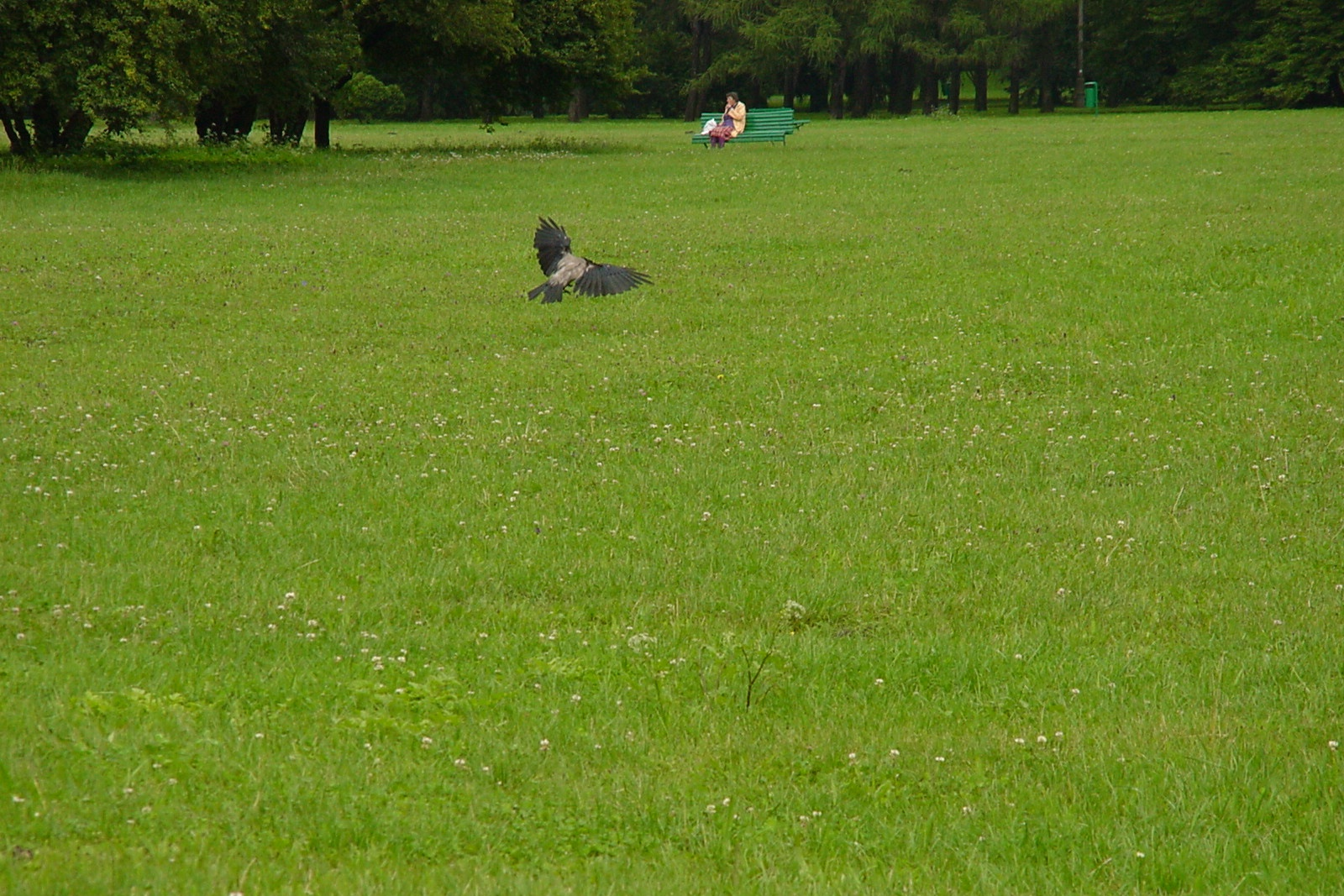
Louka (polana) v parku
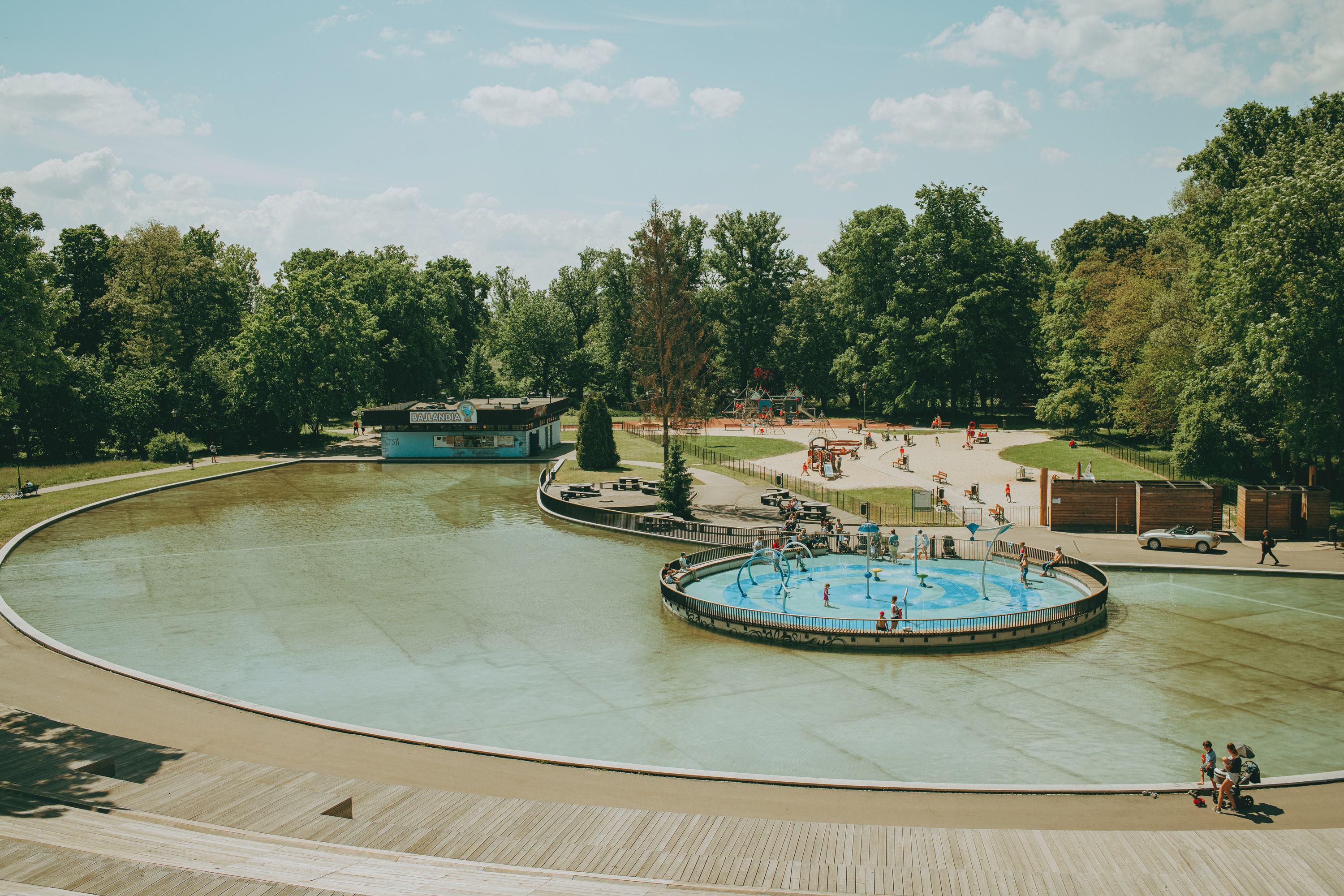
Dětské hřiště (Wodny plac zabaw)
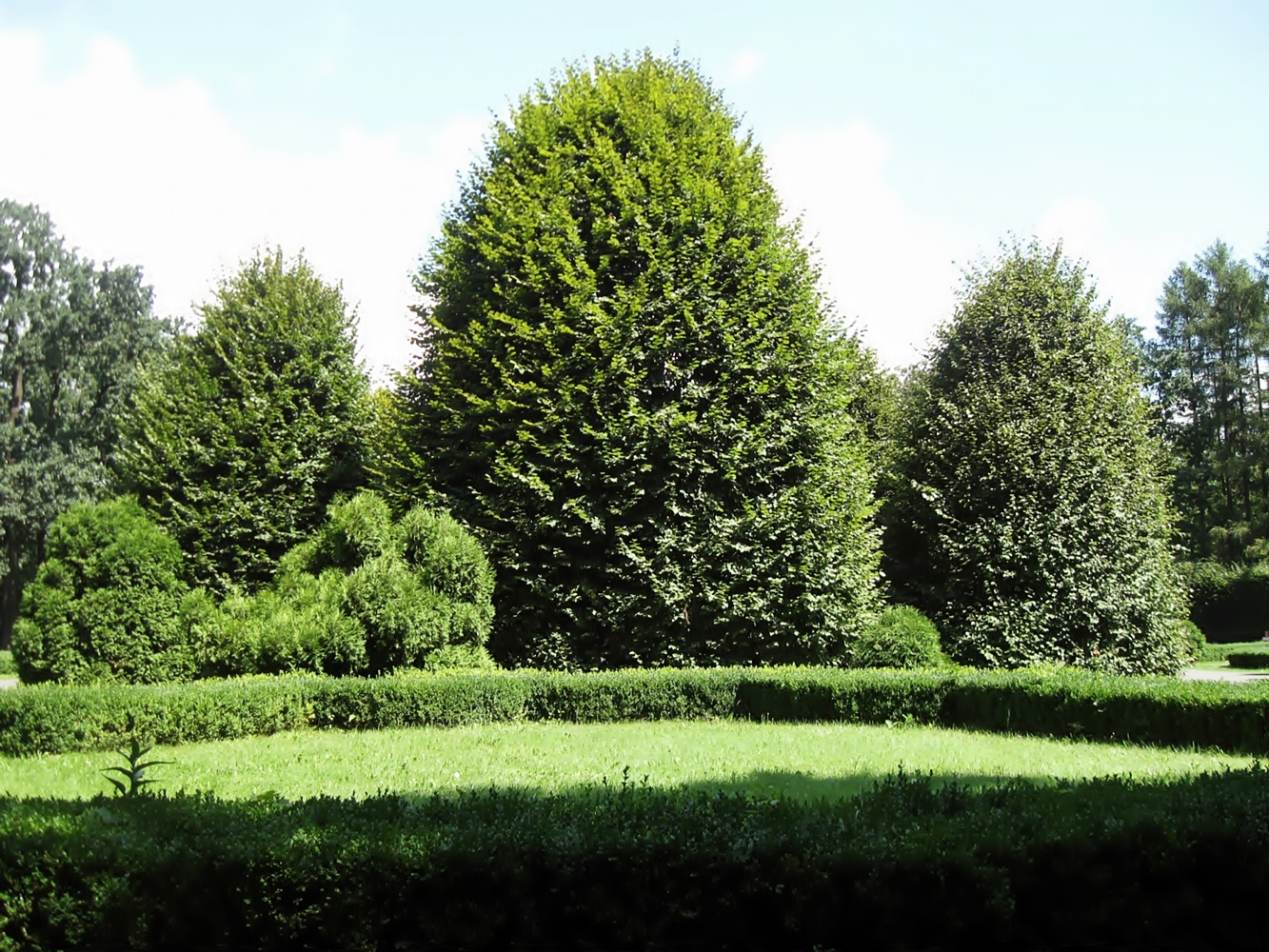
Parková úprava zeleně
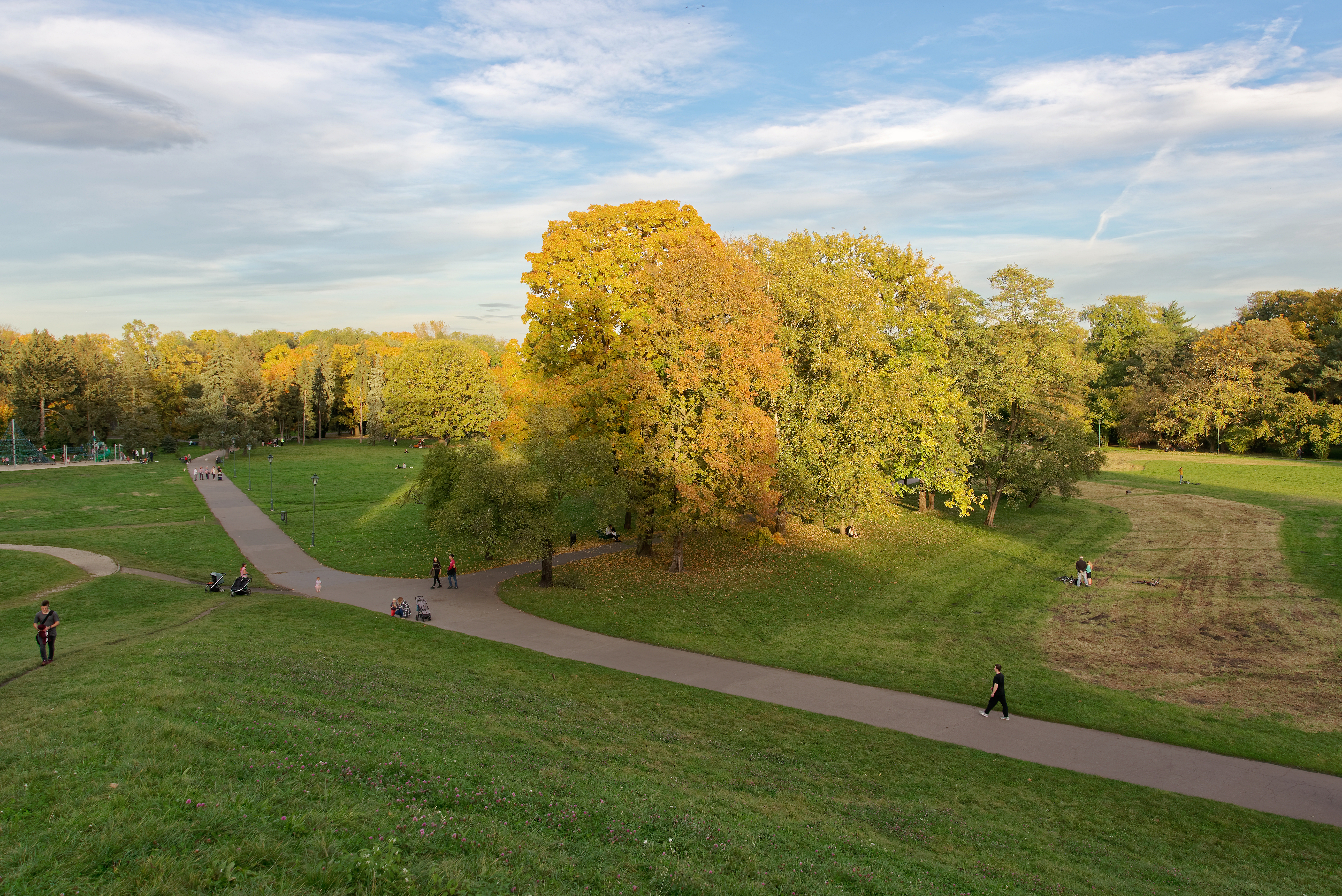
Podzim v parku

Umělecká díla v parku
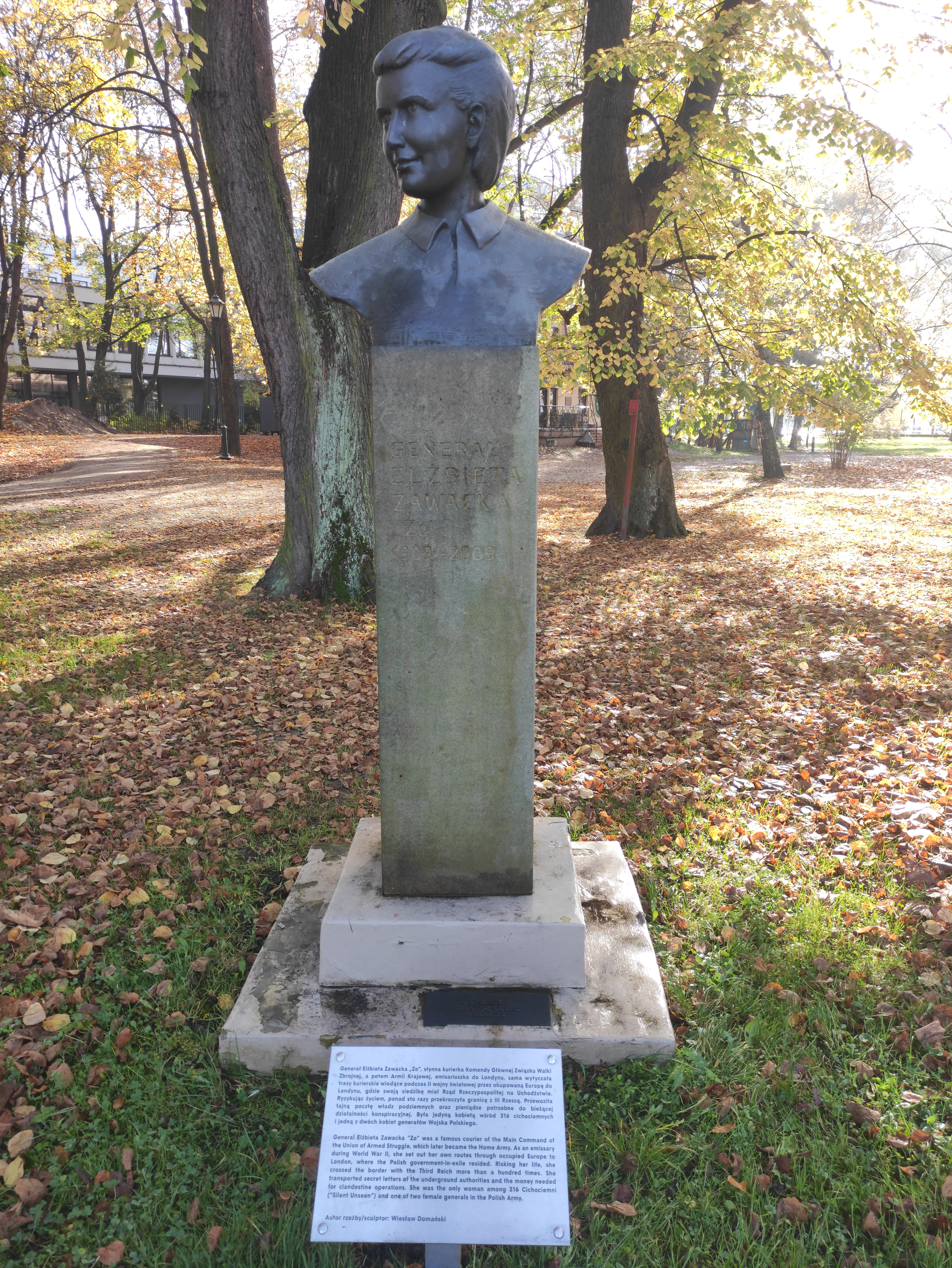
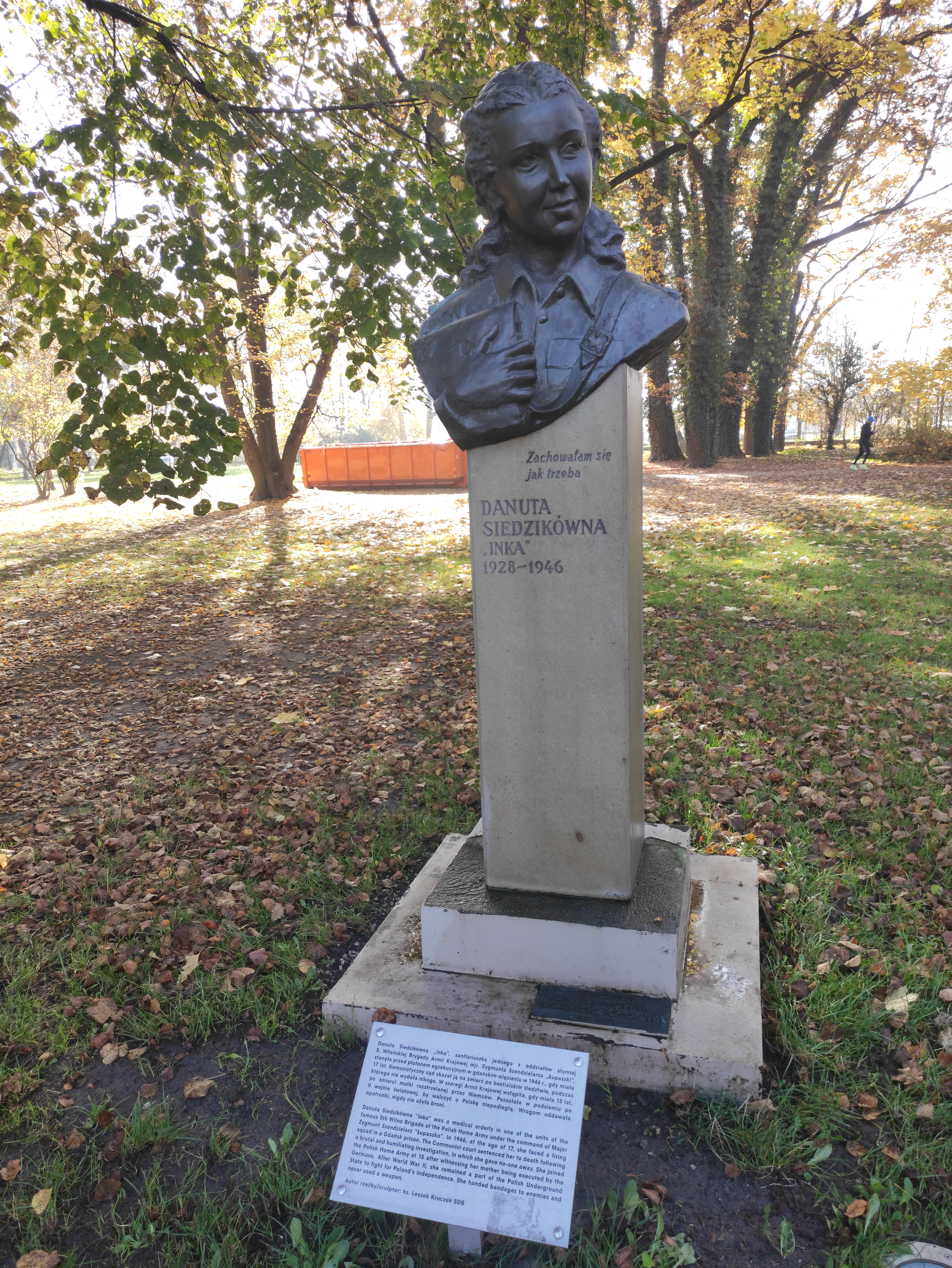
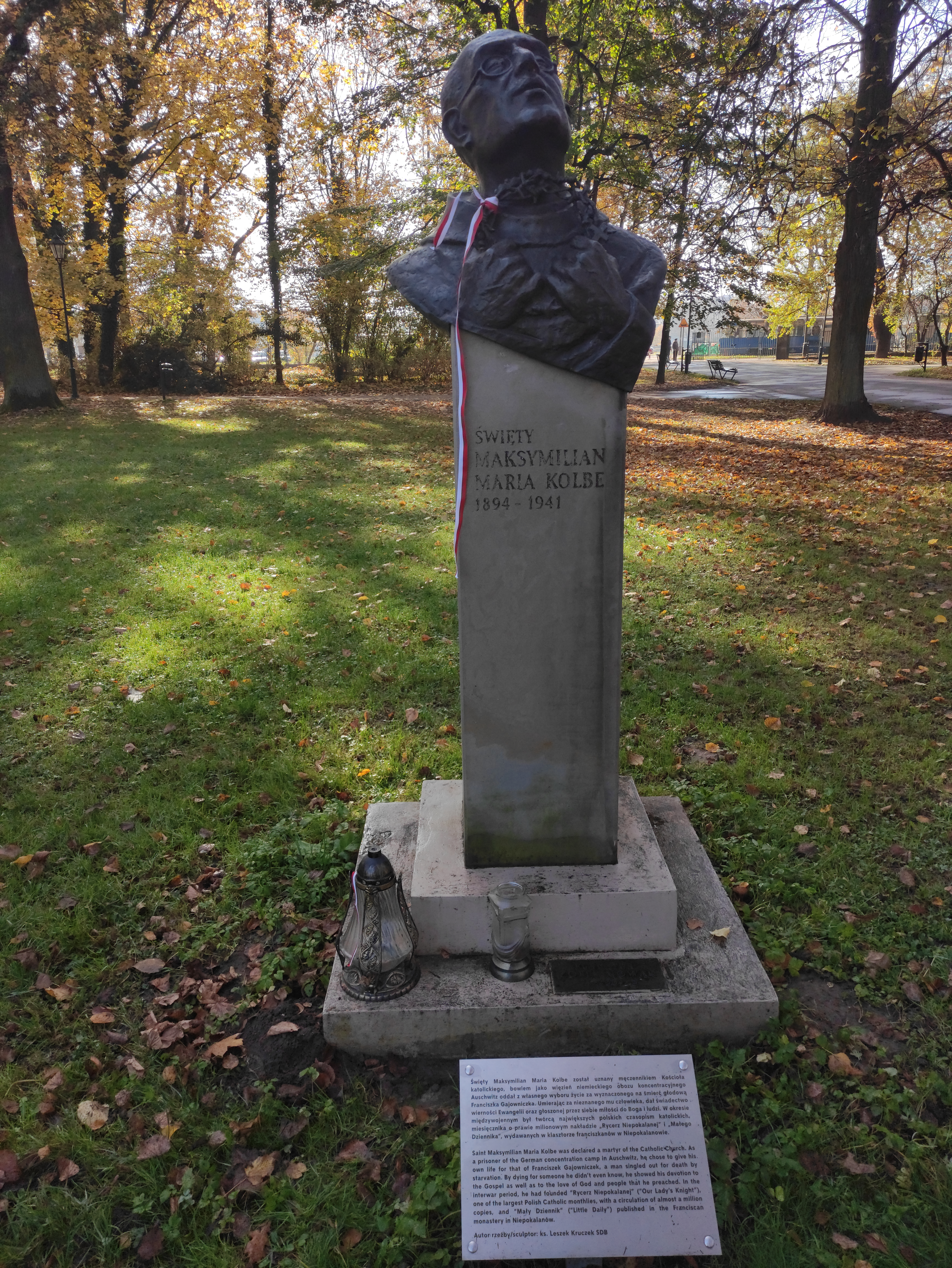
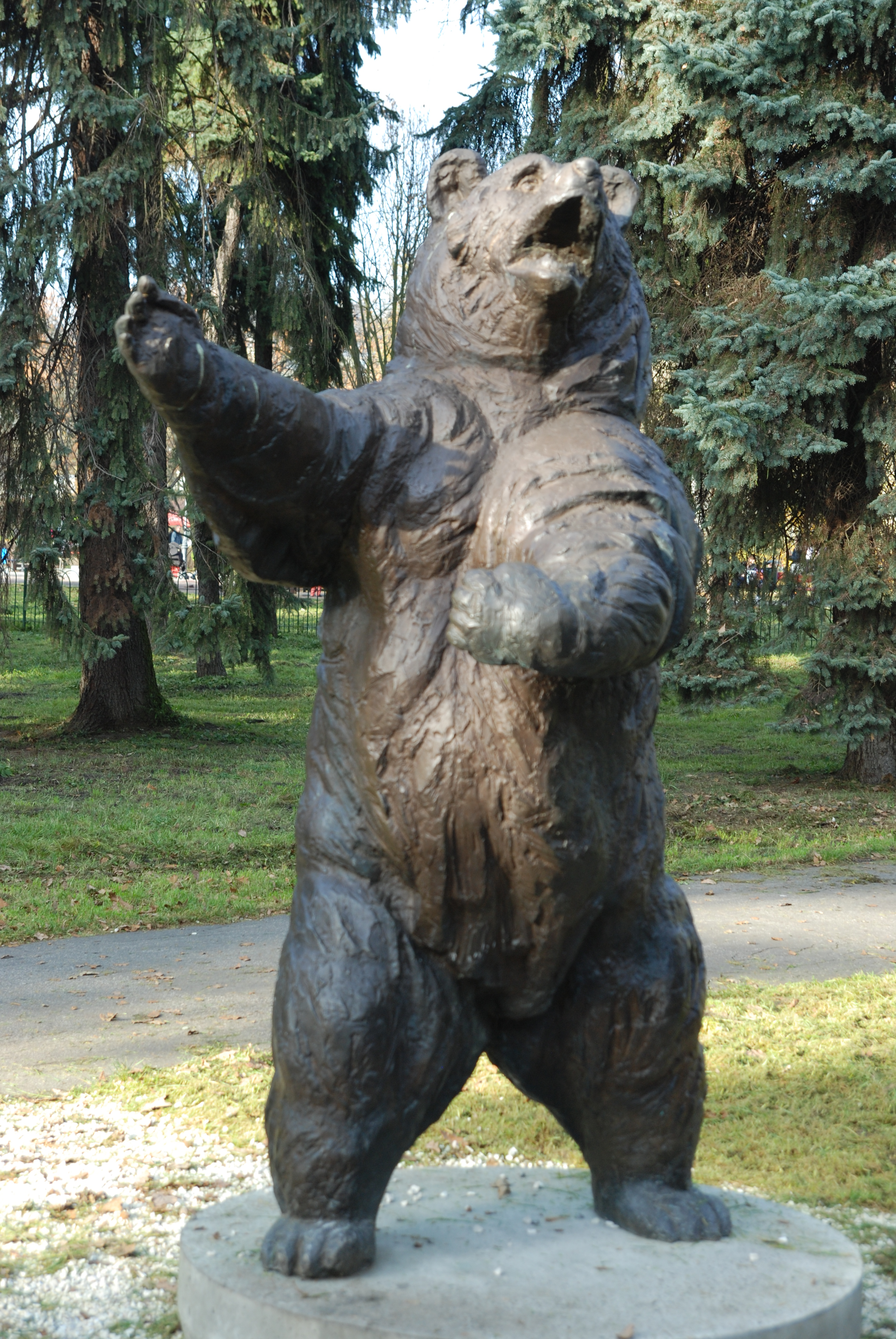
Medvěd Wojtek